# Jordtekstur
Jordteksturen er et udtryk for den procentvise sammensætning af jordens faste partikler, der inddeles i sten, grus, sand, silt, ler og humus. Af og til kan man desuden finde kalk som meget små, uopløste korn i jorden. Man finder den vægtmæssige sammensætning ved at tørre en jordprøve, veje den og afbrænde alt organisk stof. Hermed er humusdelen fjernet. Dernæst sorterer man resten ved at lade den passere gennem en række sier med aftagende maskestørrelse, sådan at den sidste har maskestørrelsen 0,002 mm. Når opdelingen er sket, vejer man hver af fraktionerne og sætter dem i forhold til prøvens samlede vægt. På den måde får man en procentfordeling af partiklerne. Det er dog væsentligt at bemærke, at vægtprocenter ikke kan sættes lig med rumfangsprocenter. Humus har en lav vægtfylde og optager altså en større rumfangsdel, end man kunne tro ud fra vægtprocenten.

## Jordtyper
| Sten  | mere end 20 mm      |
| Grus  | 2-20 mm             |
| Sand  | 0,063-2 mm          |
| Silt  | 0,002-0,063 mm      |
| Ler   | mindre end 0,002 mm |
| Humus | "Krummer"           |

Jordens tekstur lægger grundlaget for den jordtype, man har med at gøre. Jorde med et højt indhold af grove partikler (grovsand, grus og sten) kaldes lette jorde eller varme jorde, fordi de er meget porøse, mens jorde med et højt indhold af fine partikler (ler og silt) kaldes tunge jorde eller kolde jorde. I alle tilfælde drejer det sig om jordens evne til hnv. at afdræne eller fastholde vand mellem partiklerne.
De jordbundstyper, der dannes som følge af blandingsforholdet mellem de enkelte partikeltyper, grupperes sådan:
- Sandjord indeholder mindst 50 % af sand og grus[1]
- Lerjord indeholder mindst 15 % ler[2]
- Humusjord indeholder mindst 30 % humus[3]
- Kalkjord indeholder mindst 10 % kalk (forstået som rent calciumcarbonat)[4]

Det fremgår, at der let kan dannes jordtyper, som er vanskelige at klassificere (f.eks. en jord med 53 % sand og grus, 17 % ler og 30 % humus). Det ses også, at siltfraktionen ikke rigtigt har plads mellem gængse jordtyper, men det skyldes, at silt i visse sammenhænge opfører sig som ler og i andre som sand.